# Tejones (animación)
Badgers, badgers, badgers también conocido como la canción de los tejones es un fenómeno de Internet lanzado el 1 de septiembre de 2003. Consiste en 12 tejones haciendo ejercicio sobre un fondo musical; una seta en frente de un árbol y una serpiente en el desierto. Todo ello sobre una voz en off de estilo musical que canta sus nombres en inglés.

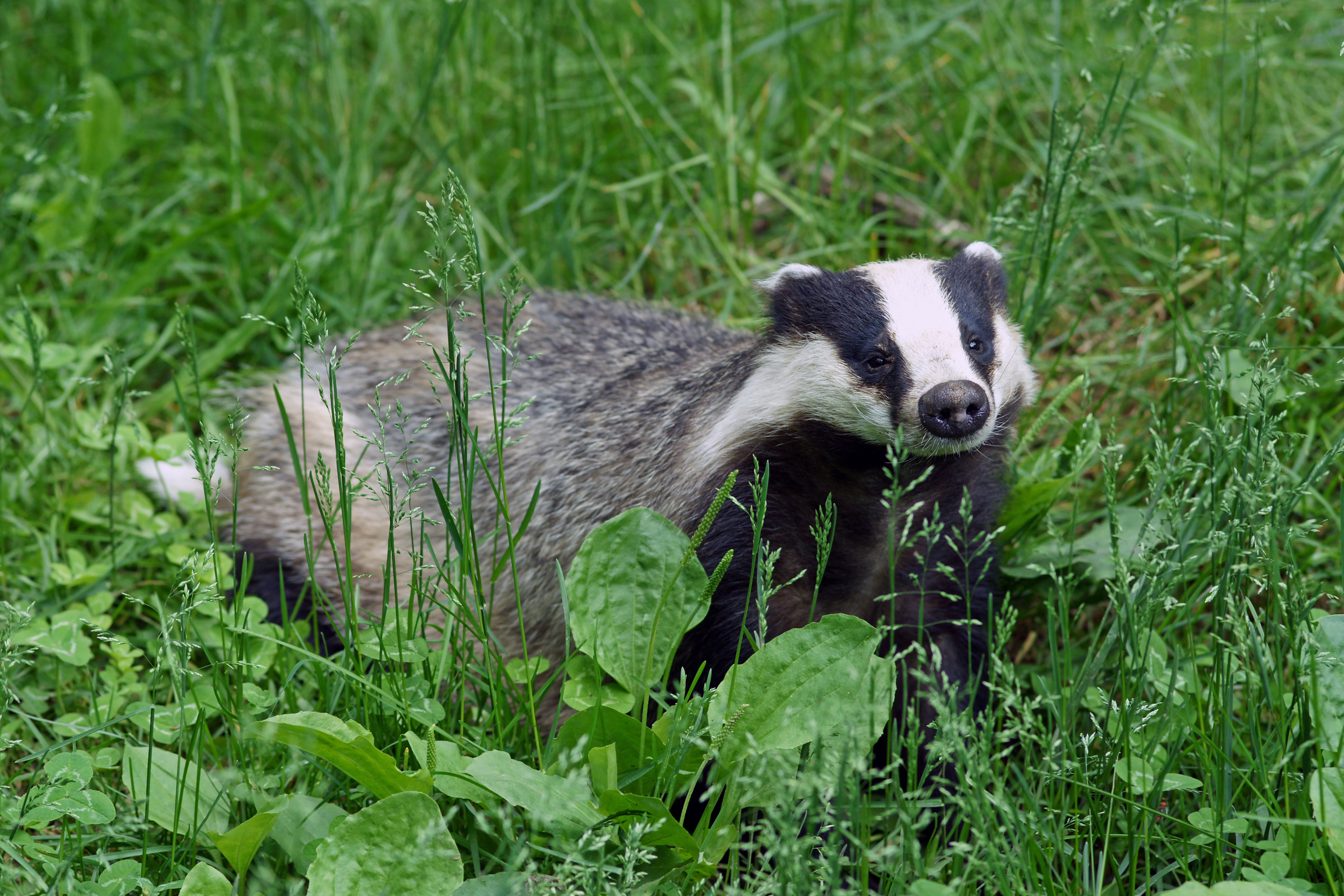
Meles meles, o tejón europeo.

Referencias